# Caconemobius
Genre
Caconemobius est un genre de grillons de la sous-famille des Nemobiinae. Il en existe une dizaine d'espèces réparties des côtes du Pacifique de l'Asie à Hawaï, où elles sont présentes dans des environnements marins sur les rives de l'océan Pacifique.
Ce sont des grillons sans ailes qui ne chantent pas. Ils ont des abdomens bulbeux. Ils vivent parmi les rochers sur les plages et autres environnements marins où ils peuvent nager et plonger dans les eaux salines.

## Liste d'espèces
Selon Orthoptera Species File (25 mars 2021) :
- Caconemobius albus Otte, 1994
- Caconemobius anahulu Otte, 1994
- Caconemobius fori Gurney & Rentz, 1978
- Caconemobius howarthi Gurney & Rentz, 1978
- Caconemobius nihoensis Otte, 1994
- Caconemobius paralbus Otte, 1994
- Caconemobius sandwichensis Otte, 1994
- Caconemobius schauinslandi (Alfken, 1901)
- Caconemobius uuku Otte, 1994
- Caconemobius varius Gurney & Rentz, 1978